# Pedro David
Pedro David (Tucuman, 21 juli 1929) is een Argentijns hoogleraar criminele jeugdsociologie en was enkele decennia vicepresident van de Argentijnse Universiteit John F. Kennedy in Buenos Aires. Tijdens zijn loopbaan was hij verschillende malen rechter en was dat van 2008 tot 2011 voor het Joegoslavië-tribunaal.

## Levensloop
David studeerde rechten aan de Nationale Universiteit van Tucumán en slaagde in 1950 magna cum laude als Master of Laws en promoveerde er in 1956 tot doctor in rechtsgeleerdheid en sociale wetenschappen. In 1962 behaalde hij vervolgens nog de titel van Ph.D. aan de Universiteit van Indiana en later nog een doctoraat in politicologie aan de Argentijnse Universiteit John F. Kennedy in Buenos Aires.
In 1951 begon hij zijn loopbaan in de provincie Salta. Hier werkte hij eerst als rechter voor zaken op het gebied van jeugdstrafrecht, vanaf 1953 voor beroepszaken binnen het arbeidsrecht en van 1954 tot 1956 als rechter van het hooggerechtshof van de provincie.
Tussen 1961 en 1972 kreeg hij de leiding over het Fulbright-programma voor de uitwisseling van studenten tussen Argentinië en de Verenigde Staten. Van 1965 tot 1972 was hij daarnaast voorzitter van de adviesraad van de Argentijnse Universiteit John F. Kennedy, die een jaar eerder was opgericht. Hier was hij van 1967 tot 1970 decaan voor het vakgebied sociologie en van 1972 tot 1992 vicepresident van de universiteit. Vanaf 1997 werd hij daarbij president van de Academische Raad voor Doctoraten in de Rechten. Daarnaast was hij voorzitter van de faculteit sociologie van de Universiteit van New Mexico.
Naast zijn academische carrière was hij ook telkens weer werkzaam als rechter. Zo was hij van 1974 tot 1976 rechter van het Nationale Strafhof van Beroep en van 1992 tot 2008 rechter van het Nationale Strafhof van Cassatie. Van 2008 tot 2011 diende hij als rechter ad litem van het Joegoslavië-tribunaal in Den Haag.
David was op zijn eigen universiteit hoogleraar criminele jeugdsociologie en bezocht de Verenigde Staten, Europa en landen in Latijns-Amerika voor gasthoogleraarschappen en onderzoeksopdrachten. Hij schreef en redigeerde een groot aantal boeken, artikelen en papers. David werd een groot aantal malen onderscheiden, zoals met eredoctoraten en ereprofessoraten van andere universiteiten.